# Once in a Lifetime (pièce de théâtre)
Pour les articles homonymes, voir Once in a Lifetime.
Once in a Lifetime est une pièce de théâtre écrite par Moss Hart et George S. Kaufman.

## Liminaire
C'est la première des huit pièces auxquelles ils ont collaboré dans les années 1930.
Comédie satirique, la pièce se concentre sur l'effet des images parlantes sur l'industrie du divertissement.

## Argument
Lorsque l'équipe de vaudevilles new-yorkaise de Jerry Hyland, May Daniels et George Lewis se retrouve dans un numéro de vaudeville chancelant, ils décident de se diriger vers l'ouest et de se présenter comme des experts en élocution dans l'espoir que quelqu'un les embauchera pour former des acteurs peu habitués à parler à l'écran. Dans le train, ils rencontrent la chroniqueuse à potins Helen Hobart, qui leur présente le magnat du cinéma mégalomane Herman Glogauer à leur arrivée à Hollywood.
Les mésaventures du trio incluent des rencontres avec Lawrence Vail, un dramaturge new-yorkais poussé à la distraction, Phyllis Fontaine et Florabel Leigh, des beautés du cinéma muet dont les voix sont comme des clous griffant un tableau noir, deux pages en costume du XVIIIe siècle qui arrivent périodiquement avec des pancartes avec des annonces sur les derniers faits et gestes d'Herman Glogauer, une réceptionniste étourdie qui porte une robe de soirée au travail et l'actrice en herbe Susan Walker, stéréotype de la blonde muette, et sa mère la chaperonnant.
Dimwitted George devient un réalisateur qui tourne le mauvais scénario, oublie d'allumer les lumières de la scène sonore et craque des noix de manière audible pendant le tournage, mais son film est qualifié de chef-d'œuvre et il est déclaré un génie par des journalistes soucieux des tendances qui pensent qu'il est en avance sur son temps.

## Production

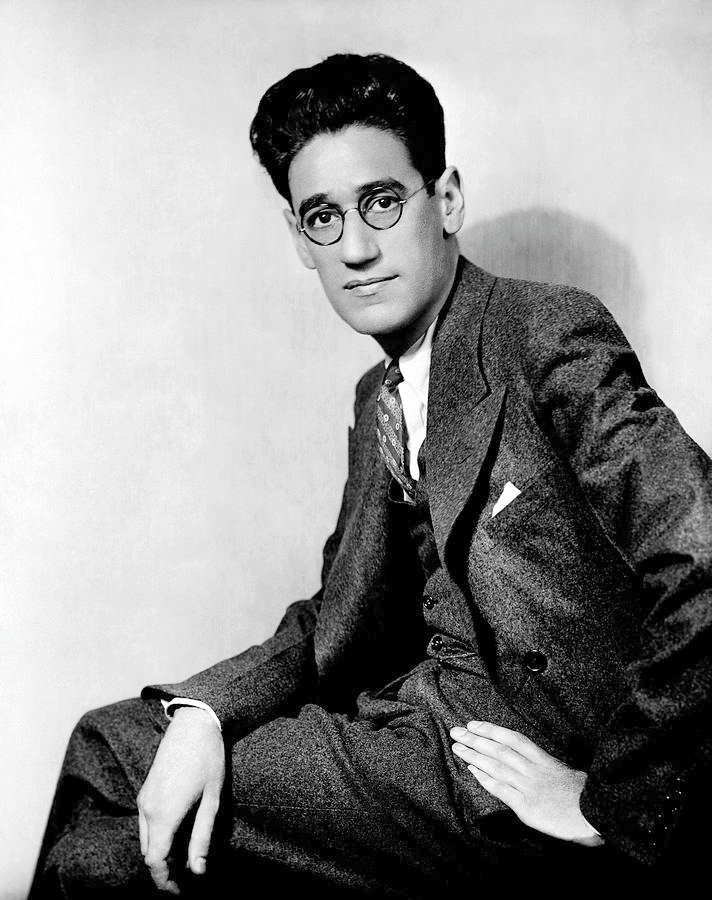
George S. Kaufman, dramaturge, réalisateur et acteur.

Moss Hart écrit lui-même le brouillon original de la pièce en 1929. Le producteur Sam Harris s'arrange alors pour que Kaufman travaille avec lui sur plusieurs réécritures substantielles. C'est la première de leurs nombreuses collaborations. La production originale de Broadway, mise en scène par Kaufman, a lieu au Music Box Theatre le 24 septembre 1930 et dure 406 représentations. Le casting comprend Grant Mills comme Jerry Hyland, Jean Dixon comme May Daniels, Hugh O'Connell comme George Lewis, Spring Byington comme Helen Hobart, Charles Halton comme Herman Glogauer, Janet Currie comme Phyllis Fontaine, Eugenie Frontai comme Florabel Leigh, Sally Phipps comme Susan Walker et Kaufman lui-même dans le rôle de Lawrence Vail, un rôle que Moss Hart a repris par après.

### Reprises
Une production londonienne mise en scène par Edward Hall a lieu au Royal National Theatre du 5 décembre 2005 au 11 mars 2006 avec en vedette David Suchet dans le rôle d'Herman Glogauer, Adrian Scarborough dans celui de George Lewis et Victoria Hamilton dans celui de May Daniels.

## Adaptations
La pièce a été vendue à Hollywood. La version cinématographique (en) est sortie par Universal Studios en 1932 avec en vedette Jack Oakie, Sidney Fox, Louise Fazenda, Aline MacMahon et Zasu Pitts.